# Donje Tlamino
Donje Tlamino (em cirílico: Доње Тламино) é uma vila da Sérvia localizada no município de Bosilegrad, pertencente ao distrito de Pčinja, na região de Krajište. A sua população era de 163 habitantes segundo o censo de 2011.

## Demografia
| 1948 | 1953 | 1961 | 1971 | 1981 | 1991 | 2002 | 2011 |
| ---- | ---- | ---- | ---- | ---- | ---- | ---- | ---- |
| 509  | 579  | 474  | 414  | 332  | 271  | 211  | 163  |